# 1702年8月の海戦
1702年8月の海戦（Action of August 1702）は、スペイン継承戦争における海戦の1つで、ユリウス暦の1702年8月19日から25日にかけてイングランド海軍の中将ジョン・ベンボウの艦隊と、フランス海軍のジャン＝バティスト・デュカスの艦隊の間で行われた海戦である。

## 概要

### 戦闘
スペイン継承戦争の勃発を受けて、ベンボウは西インド諸島へ7隻の小艦隊を引きつれ向かった。スペイン領土の西インド諸島をフランスに渡さずにおく必要があったからである。デュカスはコロンビアのカルタヘナにやはり小艦隊を率いて派遣された、スペインのフェリペ5世を屈服させるのが目的だった。ベンボウはフランスの迎撃態勢に入った。

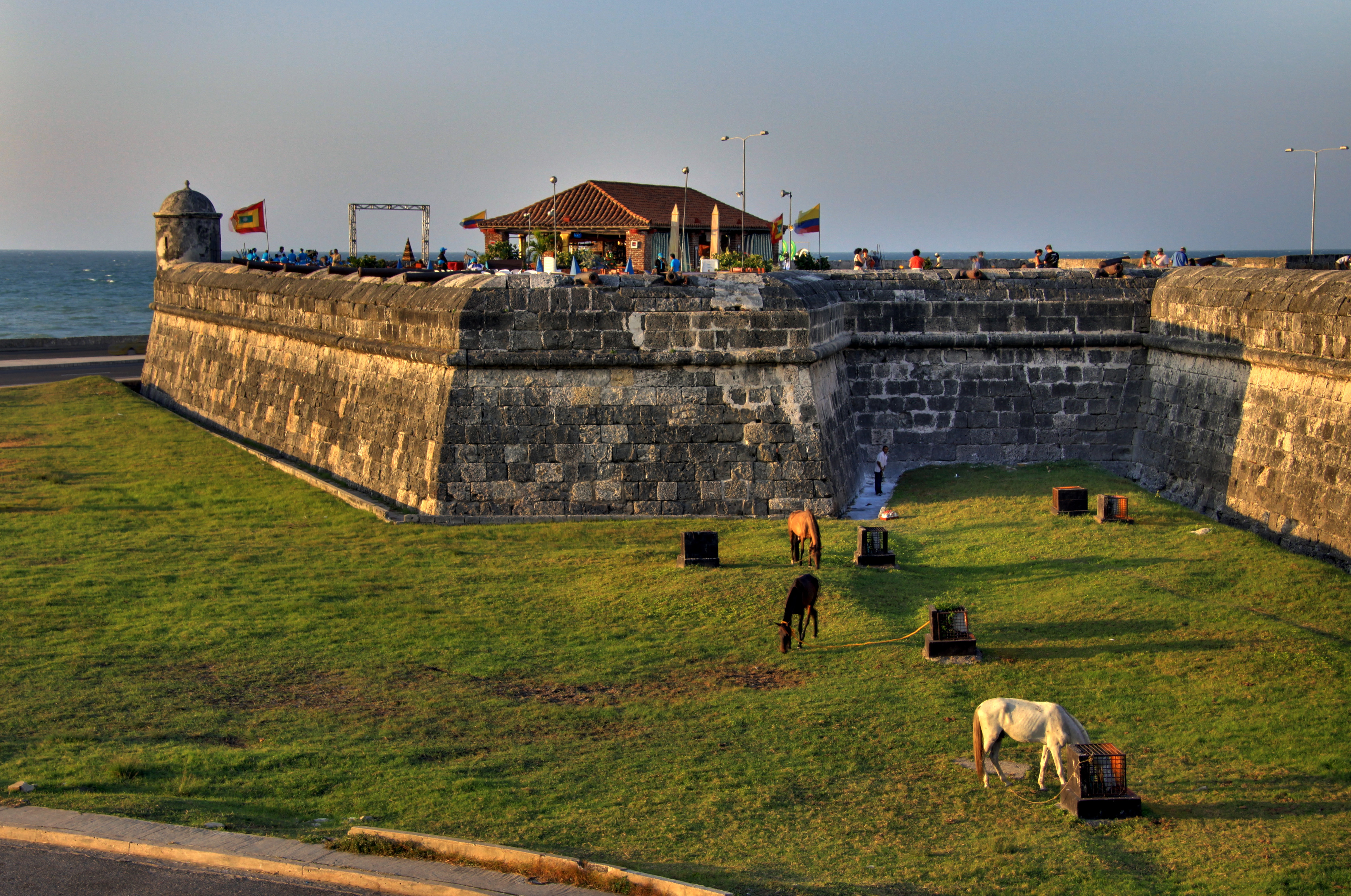
カルタヘナに残る城壁

1702年の8月19日、イギリス艦隊は、コロンビアのサンタ・マルタ沿岸に布陣を敷いたフランス軍と出くわした。この地は、マグダレーナ川の河口にあたる場所だった。ベンボウは、艦隊に交戦命令を出したが、デフィアンスとウィンザーは、艦を後進させていた。帆を広げて速力を増すべき状態なのに、急ぐようなそぶりは見られなかった。ベンボウは、デファイアンスが接近するのを待つつもりでいたが、ファルマスが相手のフリゲート艦を攻撃して交戦を開始し、それと並行してウィンザーも、4時ちょうどに攻撃を始めた。ベンボウが乗った旗艦ブレダも参戦したが、デファイアンスとウィンザーは、数回射撃を行ったのみで、ブレダをその場に残したまま交戦をやめてしまった。この戦闘は夜まで続いた。ブレダとルビーは夜じゅうフランス艦隊を追跡していたが、他の艦は後方で、この2隻からは距離を置いて散らばっていた。

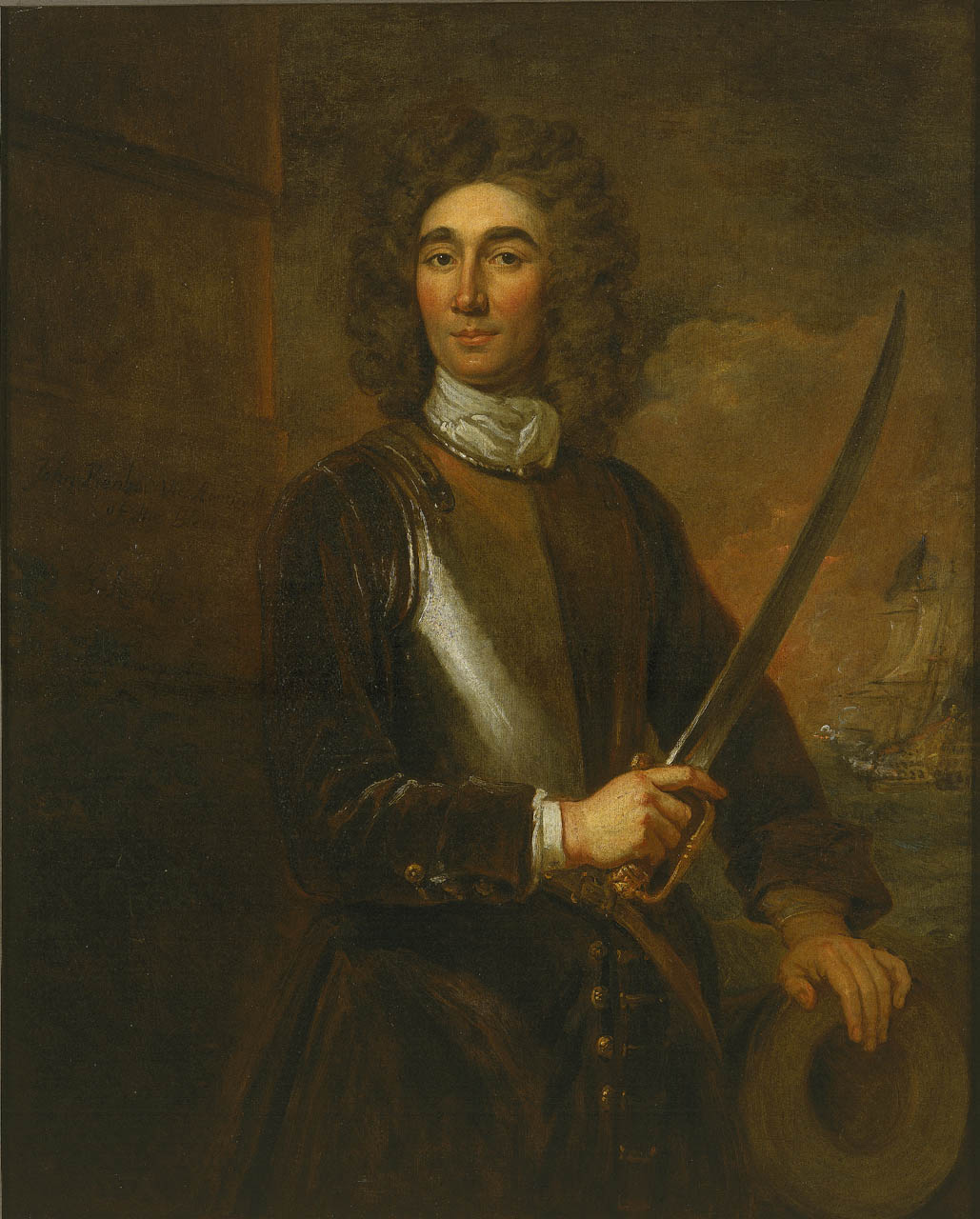
ジョン・ベンボウ

イギリスによる追跡は20日いっぱい続いた。ブレダとルビーは、艦首砲からできるだけの砲弾を浴びせたが、21日の朝になってまた交戦が始まり、この2艦はかなりの砲弾を受けた。デファイアンスとウィンザーは、フランス軍最後尾の艦にも後れを取っていたにもかかわらず、何ら行動を起こさなかった。グリニッジはもはや5隻の艦からも追い抜かれていた。22日、ブレダはフランス軍のガレー船アンを拿捕した。このアンは元々イングランド軍の船だったが、フランス軍に拿捕されて相手方のものになっていた。ルビーは被弾がひどく、ポート・ロイヤルに引き返すよう命令が出た。
24日の夜じゅう、ブレダのみが、フランス軍の1隻の艦と交戦していた時、ベンボウは右脚に連鎖弾を受け、手当てを受けるべくすぐに船尾甲板に戻った。艦長のフォグは他の艦長に戦闘を継続するよう命じたが、これにデファイアンスの艦長カービーはベンボウにこう返した、「思いとどまられた方がいいでしょう、フランス軍は非常に強いです」。他のほとんどの艦長も同じ意見であることを知り、ベンボウは交戦をやめてジャマイカに帰還した。

### 軍法会議

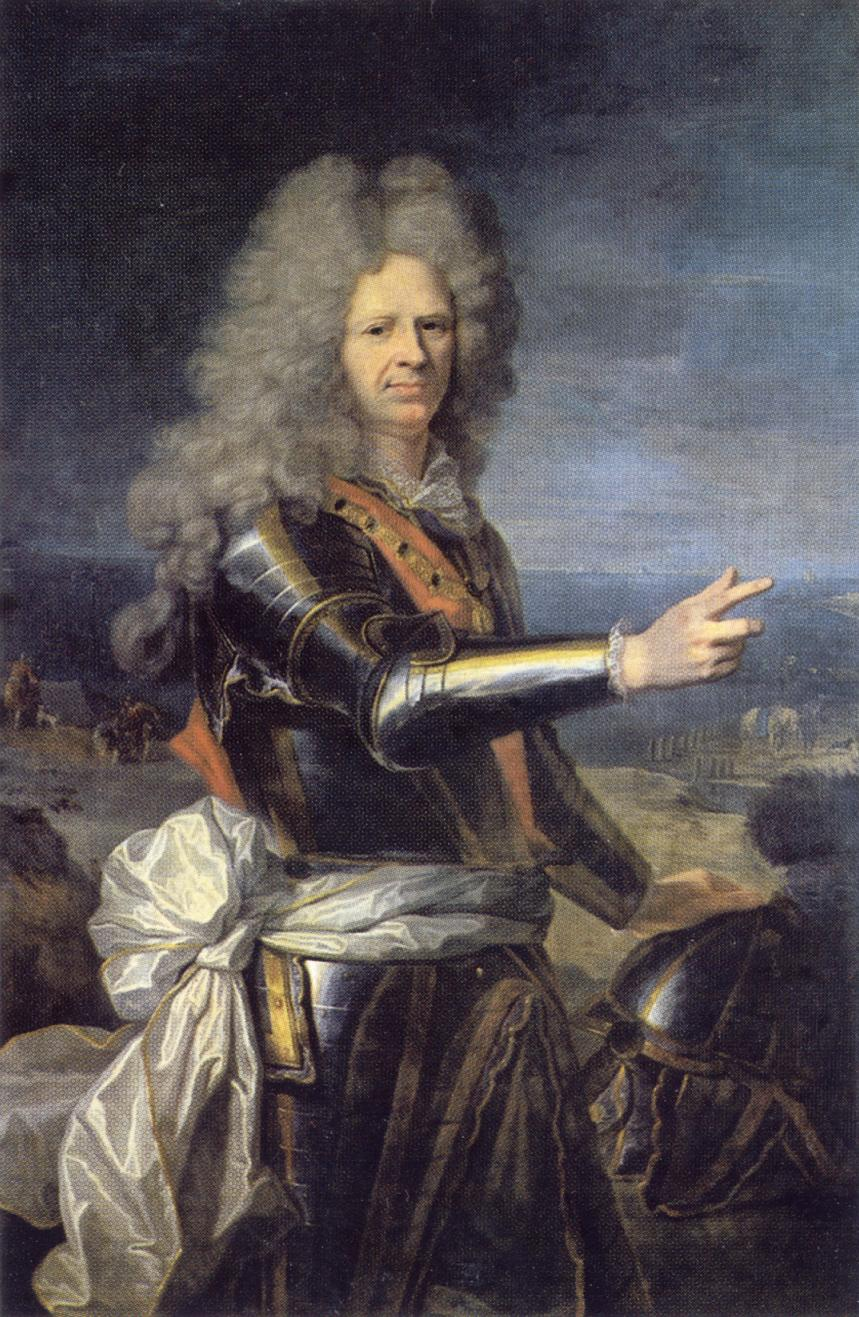
ジャン＝バティスト・デュカス

交戦の後、ベンボウはデュカスから手紙を受け取った。
提督閣下

先の月曜日には、貴殿の船室で夕食をいただけるのではないかと望みを抱いておりました。しかし神は他のやり方を思し召しだったのでしょう。すばらしい戦いに感謝します。かの臆病な、貴殿の職務を怠った艦長たちは吊るされるべきでしょう、神に誓って、彼らにはそれがふさわしいと存じます。
デュカス
ジャマイカでベンボウは軍法会議を開いた。艦長たちは書類で、参戦しない旨を示し合わせていたのがわかり、デファイアンスのカービーとグリニッジのウェイドを怯懦と命令不服従、職務放棄で銃殺刑とした。ウィンザーのコンスタブルは禁錮刑となった。ペンデマスのハドソンは既に死亡しており、ブレダのフォグとファルマスのヴィンセントは、ベンボウが温情を示して、停職処分だけを言い渡された。唯一ベンボウの味方であったウォルトンは、軍法会議から除外された。
ベンボウは、この負傷がもとで1702年の11月4日に死亡した。カービーとウェイドは1703年4月16日、軍艦ブリストル（en:HMS Bristol (1653)）の艦上で銃殺刑に処せられた。
カービーの怯懦は疑わしいともいわれる。恐らくは、とっつきにくい性格のカービーと、平民出身で、一水兵から提督に上りつめたベンボウとは反りが合わなかったのではないかとも考えられる。
ベンボウの、不屈のフランス戦隊追撃は、一般大衆はこの戦いに、大いに想像力を刺激された。多くの「ベンボウ提督」「勇敢なベンボウ」と名づけられた曲が作られ、100年以上にわたって、水兵たちの間で愛唱され続けた。

## 戦闘序列

### ベンボウ戦隊
- ブレダ（en:HMS Breda (1692)）、70門、艦長クリストファー・フォグ、旗艦
- デファイアンス、64門、艦長リチャード・カービー
- グリニッジ（en:HMS Greenwich (1666)）、54門、艦長クーパー・ウェイド
- ルビー（en:HMS Ruby (1652)）、48門、艦長ジョージ・ウォルトン
- ペンデニス（en:HMS Pendennis (1695)）、48門、艦長トーマス・ハドソン
- ウィンザー（en:HMS Windsor (1695)）、48門、艦長ジョン・コンスタブル
- ファルマス（en:HMS Falmouth (1693)）、48門、艦長サミュエル・ヴィンセント

### デュ・カス戦隊
- Le Heureux（ユールー）、68門、旗艦
- L'Agreable（ラグレアブル）、50門
- Le Phenix（ル・フェニス）、60門
- L'Apollon（ラポヨン）、50門
- Le Prince de Frise（ル・プランス・ド・フリーズ）、30門フリゲート
- 輸送船1隻
- スループ4隻